# Crotalaria linearifoliolata
Crotalaria linearifoliolata är en ärtväxtart som beskrevs av Emilio Chiovenda. Crotalaria linearifoliolata ingår i släktet sunnhampor, och familjen ärtväxter. Inga underarter finns listade i Catalogue of Life.